# Pareas komaii
Pareas komaii es una especie de serpientes de la familia Pareidae.

## Distribución geográfica
Es endémica de Taiwán.